# Carl David Anderson
Pour les articles homonymes, voir Carl Anderson et Anderson.
 (janvier 2025).
Carl David Anderson (3 septembre 1905 à New York - 11 janvier 1991 à San Marino, Californie) est un physicien américain. Il est corécipiendaire du prix Nobel de physique de 1936 « pour la mise en évidence du positron », prédit par Paul Dirac.

## Études
Fils d'immigrants suédois, Anderson nait à New York. Il fait des études d'ingénieur et de physique au Caltech, où il obtient son bachelor (1927) puis un doctorat (1930).

## Carrière académique
Sous la direction de Robert A. Millikan, il commence des recherches sur les rayons cosmiques au cours desquels il constate des traces inattendues de particules sur ses photographies prises dans une chambre à brouillard qu'il interprète, à juste titre, comme provenant d'une particule ayant une masse identique à celle de l'électron mais dont la charge électrique est opposée. Cette découverte, annoncée en 1932 est publiée en 1933. C'est une découverte expérimentale qui valide la prédiction théorique de Paul Dirac sur l'existence du positron bien qu'Anderson ne fasse pas immédiatement le lien avec ces prédictions théoriques.
Anderson obtient la première preuve directe de l'existence des positrons en bombardant des matériaux avec des rayons gamma produits par le nucléide radioactive naturel 208Tl (thallium 208, désignation historique ThC''), provoquant la création de paires positron-électron. Pour cette découverte, il a reçu une moitié du prix Nobel de physique de 1936 (l'autre moitié a été remise à Victor Franz Hess) « pour la mise en évidence du positron », prédit par Paul Dirac.
C'est également en 1936 qu'Anderson et son premier doctorant, Seth Neddermeyer, découvrent le muon (ou 'mu-meson', comme il fut désigné pendant de nombreuses années), une particule 207 fois plus massive que l'électron. Anderson et Neddermeyer pensent tout d'abord avoir découvert le pion, une particule que Hideki Yukawa avait postulée dans sa théorie de l'interaction forte. Lorsqu'il devient évident que ce qu'a découvert Anderson n'est pas le pion, le théoricien de la physique I. I. Rabi, perplexe quant à l'agencement de cette découverte dans le schéma logique de la physique des particules, posa la question : « Who ordered that? » (Qui a commandé ça ?).
Le muon fut le premier d'une longue liste de particules dont la découverte perturba les théoriciens qui ne parvenaient pas à faire entrer tant de nouvelles particules dans un schéma logique. Willis Lamb déclara qu'il avait entendu que « tout découvreur d'une nouvelle particule élémentaire ne devrait plus être récompensé par un prix Nobel, mais plutôt condamné à une amende de 10 000 $ ».
Carl Anderson fit toute sa carrière au Caltech. Lors de la Seconde Guerre mondiale, il conduisit des recherches dans le domaine des fusées. Il est mort le 11 janvier 1991, son corps repose au cimetière de Forest Lawn Memorial Park à Hollywood Hills, à Los Angeles.

## Publications
- C.D. Anderson, « The Positive Electron », Phys. Rev. 43, 491 (1933)

## Honneurs et récompenses
L'astéroïde (591592) Carlanderson est nommé en son honneur.